# Vocea morții 2
Vocea morții 2 (White Noise: The Light) este un film de groază-thriller din 2007, regizat de Patrick Lussier.

## Povestea
Abe Dale (Nathan Fillion) merge la restaurant cu soția și cu fiul lui, dar un necunoscut, Henry Caine (Craig Fairbrass) îi împușcă soția și copilul, îi spune apoi că îi pare rău și se sinucide. Abe Dale încearcă să se sinucidă, dar ajunge la spital unde are o experiență la limita morții, trecând printr-un tunel luminos la capătul căruia se aflau fiul și soția sa decedați. Este readus la viață de medici și începe să aibă experiențe paranormale, văzând pe cei care se află la un pas de moarte într-o aură energetică, o lumină albă din ce în ce mai strălucitoare cu cât respectivul se află mai aproape de moarte. Salvează trei persoane de la moarte pe baza acestei lumini, dar după trei zile de la salvarea primei persoane apar problemele...

## Distribuție
- Nathan Fillion este Abe Dale
- Katee Sackhoff este Sherry Clarke
- Craig Fairbrass este Henry Caine
- Adrian Holmes este Marty Bloom
- Kendall Cross este Rebecca Dale
- Teryl Rothery este Julia Caine
- William MacDonald este Dr. Karras
- Josh Ballard este Danny Dale
- David Milchard este Kurt
- Tegan Moss este Liz
- Chris Shields	este Father Nathan
- David Orth este Dr. Serling